# インゴ・スワン
インゴ・スワン（Ingo Swann、1933年9月14日 - 2013年1月31日）は、アメリカ合衆国の芸術家、作家。コロラド州テルライド出身。遠隔透視能力と予知能力を持つ超能力者とされる。遠隔透視の原語である「リモート・ビューイング (Remote viewing)」の名づけ親でもあり、リモート・ビューイングの父とも呼ばれる。中央情報局(CIA)での超能力トレーナーなども行なっており、アメリカで、ひいては世界で最も有名な超能力者との評価もある。

## 経歴
3歳のときに麻酔を打たれた際に初めて体外離脱を経験したことを皮切りに、その後も何度か体外離脱を経験したことで、自らの持つ未知の能力に関心を抱くようになったという。1962年から超心理学の研究を始め、アメリカ超能力研究所の扉を自ら叩き、体外離脱の実験に積極的に協力した。この際の内容は、目の届かない位置にある物体を体外離脱状態で透視するというもので、何度かの実験を経て、スワンは目標物を正確にスケッチできるようになったという。1972年には、超心理学と心霊エネルギー実験に専念するようになった。
同1972年、SRIインターナショナルでの超能力開発の協力を開始。ここで異彩を放ったスワンの実験は、ハロルド・シャーマンとともに行なった水星と木星の遠隔透視実験である。この結果、スタンフォード研究所に在籍していた科学者のラッセル・ターグとハロルド・パソフは、スワンらの透視の内容は世界初の水星探査機であるマリナー10号、および世界初の木星探査機であるパイオニア10号による探査結果とほぼ一致したと報告している。この実験は宇宙探査機による観測以前に行なわれたため、事前に水星や木星の光景を知ることができず、不正が不可能な厳格な管理下での実験とされた。それを裏づける主張として、超能力実験に関心の深いアポロ14号のパイロットのエドガー・ミッチェルは、水星探査・木星探査まで誰も知らなかったことをスワンらが正確に描写したと『サイキック・ニュース』紙上で述べた。ノースウェスタン大学の天文学教授でありUFO愛好家でもあるアレン・ハイネックも、スワンが水星や木星の光景を事前に知ることは不可能だったことを述べた（これらへの反論については後述）。
また1973年には前述のターグとパソフがSRIで実施した遠隔透視実験プロジェクト・スキャネートに参加した。これは2人1組で行なわれ、1人がある場所へ行って自分の視界をテレパシーで送り、離れた場所にいるもう1人がその場所を描写するというものである。スワンは目的地の地形描写や建造物の特徴表現に優れるとされて、これを通じてターグは遠隔透視の実在の主張に至った。
後にはアメリカ陸軍が遠隔透視能力を軍事利用するためのスターゲイト・プロジェクトに参加。この計画が行なわれたのは、SRIでのスワンの透視能力の正確さがきっかけだったとの見方もある。同計画においては、スワンは遠隔透視のプロトコル（練習手順）を作成しており、これにより同計画はそれ以前の超能力研究と一線を画すものとなった。またスワンは、SRI協力者の中でも特に軍事に適した能力の持ち主と見なされており、次々に新たな技術を開発し、さらに後進の若い超能力者の育成にも貢献し、超能力者軍団とも呼べる団体を作り出すまでになった。CIAはこの団体を、畏敬の念も込めて「ウォリアー・モンク（超能力僧兵団）の暗号コード名で呼んだ。この団体の実績は極秘事項であったが、実際には計り知れない実績を上げていたともいわれている。後年の『ワシントン・ポスト』紙上では、アメリカ政府が遠隔透視によりソビエト連邦の核実験施設や原子力潜水艦の位置確認を行なっているというスクープが報じられており、このニュースの陰にはスワンの尽力があったとの推測もある。
予知能力にも長けていたとされ、1988年4月には、ドイツで開催された神秘主義会議においてベルリンの壁崩壊を予測した。当時は東西ドイツ分断の崩壊などあり得ないことと考えられており、彼の予知に否定的な意見が圧倒的だったが、翌1989年11月、これは現実のものとなった。このほか、冥王星に環があるという予言も行なっている。
宇佐和通が参加した国際リモート・ビューイング教会のカンファレンスでは、スワンの公演は大盛況で立ち見が出るほどだったという。

## 懐疑的な意見
SRIでの水星・木星透視実験において、スワンの透視内容に正確な情報があったことは確かだが、それらの大半は「縞模様の惑星」「雲に覆われている」など、宇宙探査以前に知られており、多くはすでに当時の百科事典にも掲載されている範疇のことばかりだったとの指摘もある。さらにスワンは、木星には堅い地面があるかのような発言をし、砂丘や山脈もあると語ったが、一方では木星を巨大なガスの塊とも述べており、これは明らかに矛盾している。後にスワンは、太陽系内の別の惑星を木星と見誤り、その惑星がそれらのような特徴を持っていたのではないか、とも訂正している。
またSRIからの公表内容では、スワンとシャーマン2人の透視内容の類似点の多さを遠隔透視の成功の根拠としているが、類似点の数は情報の質とは無関係であり、この公表が遠隔透視の証拠にはならないとの見方もある。実験以前にスワンとシャーマンが出会っていることから、事前に口裏を合わせた可能性も示唆されており、2人の報告の類似性は有意な証拠ではないとも考えられている。これらのことから総じて、スワンらの言説は大部分が誤りであり、スワンらの鑑札結果は遠隔透視の存在の証拠にはなりえないとの指摘もある。
またスターゲイト・プロジェクトでの実績についても、遠隔透視の実験結果が成功か否かの判断基準はターグとパソフが作成したものだが、この基準が大雑把であり、統制条件の設定が不十分だとの批判があることから、スワンの遠隔透視は信憑性に欠けるとの意見もある。

## 著書
- TO KISS EARTH GOOD-BYE. Dutton Adult. (1975). ISBN 978-0-801-57774-1
- NATURAL ESP. Bantam Books. (1987). ISBN 978-0-553-34417-2
- EVERYBODY'S GUIDE TO ESP. Jeremy P. Tarcher Inc.. (1991). ISBN 978-0874776683
- YOUR NOSTRADAMUS FACTOR. Fireside Books. (1993). ISBN 978-0-671-75058-9（邦題：『ノストラダムス・ファクター　未来予知能力を目覚めさせる』ISBN 978-4-87919-129-8）
- PURPLE FAMBLES. Hampton Roads Pub Co Inc. (1994). ISBN 978-1-571-74009-0
- The Great Apparitions of Mary. Crossroad Pub Co. (1996). ISBN 978-0-824516147